# Jagdgeschwader 300
Jagdgeschwader 300 (dobesedno slovensko: Lovski polk 300; kratica JG 300) je bil lovski letalski polk (Geschwader) v sestavi nemške Luftwaffe med drugo svetovno vojno.

## Organizacija
- štab
- I. skupina
- II. skupina
- III. skupina

## Vodstvo polka
Poveljniki polka (Geschwaderkommodore)
- Oberstleutnant Hajo Hermann: junij 1943
- Oberstleutnant Kurt Kettner: 26. september 1943
- Oberstleutnant Walther Dahl: 27. junij 1944
- Major Kurd Peters (v.d.): december 1944
- Major Anton Hackl: 30. januar 1945
- Major Kurd Peters (v.d.): marec 1945
- Major Günther Rall: 20. februar 1945